# Zdzisław Jędrzejczak
Zdzisław Jędrzejczak (ur. 25 marca 1926 w Kterach, zm. 13 czerwca 1991) – polski działacz państwowy i ludowy, prawnik, prokurator, podsekretarz stanu w Ministerstwie Sprawiedliwości (1977–1986).

## Życiorys
Syn Antoniego i Stanisławy. Od 1948 działał w Stronnictwie Ludowym, przekształconym następnie w Zjednoczone Stronnictwo Ludowe. Od 1947 do 1948 sekretarz kutnowskiego koła Związek Młodzieży Wiejskiej RP „Wici”, następnie aktywny w Związku Młodzieży Polskiej i Zrzeszeniu Studentów Polskich. W 1948 zdał maturę w Kutnie, następnie ukończył studia prawnicze I stopnia na Uniwersytecie Łódzim (1952) i II stopnia na Uniwersytecie Warszawskim (1953). Został asesorem w Prokuraturze Wojewódzkiej w Warszawie i następnie w Prokuraturze Generalnej. W ramach PG został następnie podprokuratorem i zastępcą prokuratora wojewódzkiego w Warszawie. Pomiędzy 1974 a 1977 podprokurator w Prokuraturze Generalnej, równocześnie od kwietnia 1977 do grudnia 1986 podsekretarz stanu w Ministerstwie Sprawiedliwości.
Pochowany na Cmentarzu Komunalnym Północnym w Warszawie.